# 김갑용
김갑용(金甲龍, 1980년 5월 25일 ~ )은 대한민국의 전직 스타크래프트 프로게이머이며 프로게임단 감독이다. 스타크래프트 프로게이머 당시 종족은 저그이며, 아이디는 CiMa~RedDoG 혹은 love[30D.O.M]이다.
1999년부터 활동한 1세대 프로게이머이며 KTF 매직엔스(현 KT 롤스터)와 e네이쳐(전 이스트로)에서 활동한 경험이 있다.
2005년 7월 은퇴를 선언했다.
2013년 2월 13일 리그 오브 레전드 프로게임단 제닉스 스톰의 감독으로 선임, 2014년 4월까지 팀을 맡았다.

## 주요 기록
- 제1회 일월네트워크 제국전 우승
- 1회 CNGL 리그 우승, MVP상
- 3회 KBK 오리지날 부문 2위
- 2001 AMD배 2001 PKO 우승
- 2001 한빛소프트배 온게임넷 스타리그 16강
- 제5회 KPGL 외환은행배 3위
- 대림정보통신배 3회 KGL 프로리그 우승
- 배틀탑 월말 결선 개인전 4위
- KAMEX 2000 4강
- 2회 CNGL 리그 준우승
- 게임아이 주장원전 2월 2째주 4강
- 스카이 프로리그 2004 2라운드 머큐리리그 팀플레이 다승부문 1위 (김갑용-장진수)